# Роман (Радуан)
Епископ Роман (в миру Раид Радуан; 17 октября 1960, Хайфа — 2 февраля 2024) — епископ РПЦЗ Агафангела (Пашковского) с титулом «епископ Хайфский».

## Биография
Родился 17 октября 1960 года в городе Хайфа в православной семье. Правнук деятеля ИППО Александра Георгиевича Кезмы. Крещён в детстве. Стал серьёзно интересоваться православием в возрасте 19 лет. От своей бабушки Ольги узнал об истории своей семьи. Окончил начальную и высшую школу в Хайфе и поступил в Хайфский университет на факультет философии и истории.
В 1980 году про приглашению епископа Лавра (Шкурлы) поступил в Свято-Троицкой духовную семинарию в Джорданвилле. После окончания с отличием первого курса ректор, епископ Лавр (Шкурла), наградил его памятной книгой: «Царствование императора Николая II» С. С. Ольденбурга с дарственной надписью. Так как в один год он оставался в Джорданвилле на лето и усиленно учился, ему удалось сдать один курс семинарии экстерном, и, таким образом, окончил четырёхлетний курс семинарии за три года. Пел в церковном хоре, нёс различные послушания — чистил и убирал храм, помогал на кухне..
В 1983 году вернулся в Израиль, встретился с Патриархом Иерусалимским Диодором, который 25 октября 1984 года рукоположил его в сан диакона, а 7 апреля 1985 года на праздник Благовещения в Храме гроба Господня — в сан священника, после чего был назначен служить в арабском приходе в Назарете. Был женат.
В 1990-е годы в Израиль стали массово приезжать репатрианты из бывшего СССР, часть из них оказались православными. По благословению Патриарха Диодора и митрополита святого града Назарета и всей Галилеи Кириака занялся попечением о русскоязычной пастве, чему помогало знание русского языка. Вначале проводил службы по-церковнославянски в храме Святого Георгия в Назарете, впоследствии создал православные приходы в Тиверии, в Цфате и Капернауме, Кирьят-Шмоне и Кармиэле и в Хайфе и Таршихе для паствы в Маалоте.
В начале 2000-х годов, будучи настоятелем православного храма в Шфараме, начал восстановление церкви святителя Николая в Мигдаль-ха-Эмеке (бывшая арабская деревня Мжедель), построенную в 1896 году на деньги великого князя Сергея Александровича по просьбе местных жителей. В Храме в честь Святителя Николая вплоть до 1948 года молилось православное население Мжеделя. В 1952 году на месте арабской деревне начал строиться израильский город Мигдаль-ха-Эмек. Церковь была заброшена почти полвека.
В 2004 году церковь была освящена митрополитом Назаретским Кириаком (Георгопетрисом), после чего в ней начались регулярные богослужения. В тот же период входил в Церковный суд Назаретской митрополии.
31 августа 2006 года на «Русских раскопках» сослужил Первоиерарху РПЦЗ митрополиту Лавру (Шкурле), находившемуся на Святой Земле с первосвятительским визитом.
Весной 2010 году по решению Патриарха Иерусалимского Феофила III отстранён от настоятельства в Мигдаль-а-Эмеке и перемещён настоятелем небольшого храма в арабской деревне Яфия близ Назарета. При храме действовала небольшая школа. Отношение к себе со стороны Предстоятеля Иерусалимской Православной Церкви счёл несправедливым гонением.
25 октября 2012 года прибывший в Назарет архиепископ Сиракузский и Никольский Андроник (Котляров) присоединил его к неканонической РПЦЗ Агафангела (Пашковского).
За раскольническую деятельность был лишён сана Иерусалимской Патриархией и изгнан из храма, в котором служил. Вместо этого он и его паства арендовали квартиру в Хайфе, в которой устроили домовый храм. В декабре 2012 года прибыл в Одессу, где сослужил митрополиту Агафангелу (Пашковскому).
27 июня 2013 года указом Агафангела (Пашковского) назначен представителем Архиерейского Синода РПЦЗ(А) на Святой Земле (территория Израиля и Палестины). При этом указ гласил: «Настоящий указ выдан в соответствии с благословением Блаженнейшего Иринея, Патриарха Иерусалимского и всея Палестины».
6 июля 2014 года Агафангел (Пашковский) постриг протоиерея Романа Радуана в мантию с именем Роман в честь мученика Романа, диакона Кесарийского.
7 июня 2014 года в Одессе состоялась его «хиротония во епископа города Хайфы», которую совершили Агафангел (Пашковский), Георгий (Кравченко) и Никон (Иост), однако на официальном сайте РПЦЗ(А) была размещена информация лишь о его монашеском постриге, но не о хиротонии. По словам священника Михаила Карпеева: «О хиротонии знали лишь несколько человек. Около полугода об этом событии Церковь не знала. В конце декабря 2014 года, узнав, что владыка Роман находится в Москве, наша прихожанка, хорошо знавшая его, пригласила владыку в Ижевск. Вл. Роман приехал и отслужил у нас литургию, о чём мы и сообщили на страницах нашего сайта, открыв тем самым всему миру, что он епископ, а не иеромонах. Митрополит Агафангел на „Интернет-соборе“ на вопрос о. Евгения Корягина: „Действительно ли была хиротония?“, — ответил, что это всё бабьи басни. Благодаря приезду еп. Романа на наши приходы ложь митрополита обнаружилась». Лишь 31 декабря того же года Агафангел (Пашковский) издал «оповещение», в котором говорилось, что «архиерейским собором, проходившем в Маунтен Вью (США) в мае 2014 года, согласно благословению Патриарха Иерусалимского Иринея, высказанному им в телефонном разговоре по громкой связи, который слышали все присутствующие архиереи, принято решение хиротонисать иеромонаха Романа (Радвана) в сан епископа, викария Председателя Архиерейского Синода РПЦЗ».
В октябре 2017 года архиепископ Андроник (Котляров), к тому времени отделившийся от Агафангела (Пашковского), отмечал: «Несколько лет назад М[итрополит] Агафангел рукоположил для служения в Израиле, на территории Иерусалимского патриархата, епископа Романа. Делалось это якобы с согласия „заточенного“ Патриарха Иринея, который вряд ли разбирал это дело. Теперь Ириней подчинился новому Патриарху Иерусалимскому Феофилу. И каков же статус епископа Романа, остающегося в Синоде М[итрополита] Агафангела? Получается, он вторгся на территорию другой Поместной Церкви? Я 25 лет служил в Русской духовной миссии в Иерусалиме и хорошо знаю принятые там правила и обычаи. На Святой Земле никогда, даже во времена Российской империи, не было русского епископа. Мы соблюдали status quo и признавали Иерусалимский патриархат. Поэтому начальники нашей миссии были в сане архимандрита, а не епископа. Даже будущий первоиерарх РПЦЗ Митрополит Анастасий, когда жил в Святой Земле, находился там на покое, а не как правящий архиерей».
Скончался 2 февраля 2024 года в больнице в результате обширного инфаркта. Отпевание и похороны состоялись 4 февраля 2024 года, причём отпевание было совершено два раза: сначала клириками Иерусалимского Патриархата по просьбе родственников усопшего, а затем клириками РПЦЗ(А), поскольку глава последней, Агафангел (Пашковский), заявил: «Все, кто будут участвовать в таком „отпевании“ сознательно ставят себя вне нашей Церкви». 2 августа 2024 года на его могиле на христианском кладбище в городе Хайфе был установлен надгробный памятник.